# تقاطع (مستند)
تقاطع (به انگلیسی: Crossroads)‏ فیلم مستندی است به دو زبان فارسی و انگلیسی دربارهٔ قتل ندا آقاسلطان که در شب نخستین سالگرد انتخابات ریاست جمهوری ۱۳۸۸ از شبکه ۱ و شبکه ۳ سیمای جمهوری اسلامی ایران و همچنین پرس تی وی پخش شد.
این مستند که به تهیه‌کنندگی مرتضی شعبانی و کارگردانی رضا فرهمند تهیه شده‌است، برای اولین بار چهره عباس کارگرجاوید -که تا پیش از این عکس‌هایی با اعتبار نامعلوم از وی تنها در اینترنت انتشار یافته بود- را به ایرانیان نشان داد و ثابت کرد که وی وجود خارجی دارد. وی در این مستند که مجری و محقق آن زنی آمریکایی-ایرانی به نام مرضیه هاشمی بود؛ مدعی شد که در قتل ندا هیچ نقشی نداشته‌است. همچنین در این فیلم سرنوشت، ندا سلطانی، زنی که تصویرش به اشتباه به جای ندا آقاسلطان پخش شد پرداخته شد و فیلم در پایان با پخش تصاویری از زنی ناشناس با کیف دستی، وی را قاتل احتمالی معرفی می‌کند.
خانواده آقاسلطان حاضر به حضور در این فیلم نشدند و تنها صدایی از خواهر مقتول شنیده می‌شود که از عباس کارگر به خاطر این که «ندا را به عرش اعلی رسانده‌است» تشکر می‌کند و می‌گوید «ندا سبب افتخار و مباهات خانواده آقاسلطان است».

## حاضرین در مستند
- ملانی ایوت فرانکلین هاشمی: راوی
- عباس کارگرجاوید: بسیجی متهم به قتل ندا آقاسلطان
- حمید پناهی: معلم موسیقی ندا آقاسلطان
- محمد آخوندزاده: همکار آرش حجازی در انتشارات کاروان
- ستاره: دوست ندا آقاسلطان

## واکنش آرش حجازی
آرش حجازی پس از پخش این مستند در واکنش به این ادعا اظهار داشت: «البته آقای پناهی گفتند که نشنیدند ایشان فریاد بزند که نمی‌خواستم بکشمش. حق هم داشتند. چون همان‌طور که بارها گفته‌ام، مردم عباس کارگر جاوید را بعد از دور شدن آقای پناهی و ندا در پژو ۲۰۶ گرفتند؛ بنابراین آقای پناهی اولین بار بود که ایشان را می‌دید!»

## نقاط قوت و ضعف
مرضیه هاشمی و همکارانش در شبکه پرس تی‌وی تلاش کرده‌اند جنبه‌های مختلف ماجرای قتل ندا آقاسلطان را در مستند «تقاطع» بررسی کنند. منتقدان تقاطع معتقدند این مستند به جای پاسخ‌دادن به شبهات، سؤالات بیشتری را در ذهن مخاطبان ایجاد کرده‌است؛ ولی مرضیه هاشمی معتقد است این مسئله نقطهٔ قوت مستند است چرا که نشان می‌دهد کاملاً بی‌طرفانه به همهٔ مسائل مطرح پرداخته‌است.